# Municipio de Grainfield (Dakota del Norte)
El municipio de Grainfield (en inglés: Grainfield Township) es un municipio ubicado en el condado de Towner en el estado estadounidense de Dakota del Norte. En el año 2010 tenía una población de 36 habitantes y una densidad poblacional de 0,39 personas por km².

## Geografía
El municipio de Grainfield se encuentra ubicado en las coordenadas 48°40′00″N 99°25′17″O / 48.66667, -99.42139. Según la Oficina del Censo de los Estados Unidos, el municipio tiene una superficie total de 92.51 km², de la cual 92,27 km² corresponden a tierra firme y (0,26 %) 0,24 km² es agua.

## Demografía
Según el censo de 2010, había 36 personas residiendo en el municipio de Grainfield. La densidad de población era de 0,39 hab./km². De los 36 habitantes, el municipio de Grainfield estaba compuesto por el 100 % blancos. Del total de la población el 0 % eran hispanos o latinos de cualquier raza.